# Gopher Flats
Gopher Flats és una concentració de població designada pel cens dels Estats Units a l'estat d'Oregon. Segons el cens del 2000 tenia 401 habitants.

## Demografia
Segons el cens del 2000, Gopher Flats tenia 401 habitants, 157 habitatges, i 108 famílies. La densitat de població era de 72 habitants per km².
Dels 157 habitatges en un 31,8% hi vivien nens de menys de 18 anys, en un 49,7% hi vivien parelles casades, en un 12,1% dones solteres, i en un 30,6% no eren unitats familiars. En el 20,4% dels habitatges hi vivien persones soles el 8,9% de les quals corresponia a persones de 65 anys o més que vivien soles. El nombre mitjà de persones vivint en cada habitatge era de 2,55 i el nombre mitjà de persones que vivien en cada família era de 2,87.
Per edats la població es repartia de la següent manera: un 24,7% tenia menys de 18 anys, un 8,7% entre 18 i 24, un 24,4% entre 25 i 44, un 30,2% de 45 a 60 i un 12% 65 anys o més.
L'edat mediana era de 40 anys. Per cada 100 dones de 18 o més anys hi havia 98,7 homes.
La renda mediana per habitatge era de 39.432 $ i la renda mediana per família de 44.792 $. Els homes tenien una renda mediana de 35.625 $ mentre que les dones 20.000 $. La renda per capita de la població era de 17.628 $. Aproximadament el 4,4% de les famílies i el 7,4% de la població estaven per davall del llindar de pobresa.

## Poblacions més properes
El següent diagrama mostra les poblacions més properes.